# 卡爾弗特 (阿拉巴馬州)
卡爾弗特（英語：Calvert）是一個位於美國阿拉巴馬州莫比爾縣和華盛頓縣的非建制地區和人口普查指定地區。根據2010年美國人口普查，該地人口為277人，而該地的面積約為8.93平方千米。

## 地理
卡爾弗特的座標為31°09′19″N 88°00′36″W / 31.15528°N 88.01000°W，而該地最高點為海拔高度14米（即46英尺）。